# 英國的海岸線有多長？統計自相似和分數維度
《英國的海岸線有多長？統計自相似和分數維度》（英語：How Long Is the Coast of Britain? Statistical Self-Similarity and Fractional Dimension），是由法國、美國數學家本華·曼德博（Benoît B. Mandelbrot）撰寫的論文，最初在1967年於《科學》發表。在這篇論文內曼德博討論了維度於1和2之間的自相似曲線。雖然曼德博沒有使用分形（fractal）這個詞彙，惟這些曲線均為分形。
論文的首部分，曼德博討論了英國數學家路易斯·弗莱·理查德森（Lewis Fry Richardson）對海岸線與其他自然地理邊界的測量出來的長度如何依賴測量尺度的研究。理查森觀察到，不同國家邊界測量出來的長度{\displaystyle L(G)}是測量尺度{\displaystyle G}的一個函数。他從不同的好幾個例子裏搜集資料，然後猜想{\displaystyle L(G)}可以透過以下形式的一個函數來估計：
{\displaystyle L(G)=MG^{1-D}}
曼德博將此結果詮釋成顯示海岸線和其他地理邊界可有統計自相似的性質，而指數{\displaystyle D}則計算邊界的豪斯道夫維度（Hausdorff-Besicovitch Dimension）。透過這個看法，理查森的研究的例子的有著從南非海岸線的1.02到英國西岸的1.25的維度。
在論文的第二部分，曼德博描述了不同的關於科赫雪花的曲線，它們都是標準的自相似圖形。曼德博顯示計算它們的豪斯道夫維度的方法，它們的維度都是1和2之間。他亦提及填滿空間、維度為2的皮亞諾曲線，但並未給出其構造。
這篇論文很重要，因為它既顯示了曼德博早期對分形的思想，同時又是數學物件和自然形式的聯結的例子——曼德博以後很多工作的主題。